# Consorcio internacional de estudios audiovisuales y cinematográficos
El "Consorcio internacional de estudios audiovisuales y cinematográficos" (IMACS Consortium) es una organización independiente integrada por 14 universidades e instituciones de educación superior públicas europeas y americanas. Son consideradas universidades públicas por ser de propiedad nacional. Su función básica, de búsqueda, transmisión y renovación crítica del saber en un nivel superior, así como de la promoción de la creación artística y de la difusión cultural son dedicadas a la enseñanza del cine. El consorcio está regulado por un acuerdo de movilidad general aprobado y firmado por todas las universidades asociadas involucradas.

## Países
- Francia
- Bélgica
- Alemania
- Italia
- Países Bajos
- España
- Brasil
- Canadá

## Syllabus
Su IMACS (Máster Internacional en Estudios Audiovisuales y Cinematográficos; en francés: Master international : Pratiques contemporaines de l'image - PCI) es diseñado como un programa de dos años (Master 1 y Master 2), proporciona 120 ECTS en el transcurso de 4 semestres.

## Idiomas
Las clases son impartidas por profesores locales en el idioma de la institución de origen, con la excepción de algunas universidades, como la Universidad Pompeu Fabra en Barcelona (clases en castellano) y la Universidad de Ámsterdam (clases en inglés). Es posible que, debido a los programas de movilidad de la Facultad, los profesores provenientes de una universidad diferente, pero que pertenecen a la red IMACS, den algunas clases; estas clases se pueden estructurar como sesiones intensivas y se pueden impartir en inglés.

## Miembros

### En Europa
| País         | Universidad                              | Especialización | Facultad |
| ------------ | ---------------------------------------- | --- | --- |
| Países Bajos | Universidad de Ámsterdam                 | "Textos clásicos”; “Teorías y prácticas cinematográficas”; “Arqueología de los medios”; "Sociedad e Infraestructura”; “Estética y prácticas" y "Investigación en televisión". | Dr. Marie-Aude Baronian. |
| Francia      | Universidad de París X Nanterre          | "Violencia en el cine"; "Cine documental"; "Hipótesis de las formas fósiles en el cine"; "La Shoah: los límites de la representación"; "André Bazin, lengua muerta, lengua viva" ; "Formas de la huella (cine, foto, pintura)" y "El reformateo de la película de vampiros". | Alain Kleinberger; Hervé Joubert-Laurenci; Barbara Le Maître; Ivan Hérard; Fabien Boully; Rose-Marie Godier; Gius Gargiulo; Anne-Marie Paquet-Deyris. |
| Francia      | Universidad Sorbona Nueva - París 3      | "Historia, Economía, Estética, Sociología del cine"; "Historia económica y cultural de la industria del videojuego"; "Cines de vanguardia y experimentales y Fotografía". | Philippe Dubois; Jean-Pierre Bertin-Maghit; Alexis Blanchet; Jean-Loup Bourget; Perrine Boutin; Nicole Brenez ; Térésa Faucon; Michel Chion; Laurent Creton; Chantal Duchet; Kristian Feigelson; Claude Forest; Kira Kitsopanidou; Barbara Le Maître; Sébastien Layerle; Raphaëlle Moine; François Niney; Sylvie Rollet ; Emmanuel Siety; Guillaume Soulez; Matthias Steinle; Charles Tesson; François Thomas; Laurent Véray. |
| Francia      | Universidad Lille III                    | "Cine y nuevas imágenes" o "Cine, documentos, archivos" | Edouard ARNOLDY; Laurent GUIDO; Jessie MARTIN; Géraldine SFEZ. |
| Italia       | Universidad de Udine                     | “Arqueología de los medios"; "Ideación y producción cinetelevisiva"; "Cine documental"; "Legislación y seguridad de los medios"; "Cine documental"; "Sociología de los medios de comunicación"; "Personajes del cine italiano" ; "Personajes del cine mudo"; "Laboratorio de restauración de películas y almacenamiento digital" y "Filología del cine". | Prof. Simone Venturini; Prof. Alessandro Del Puppo ; Prof. Francesco Pitassio; dott. Paolo Caneppele; dott. Gianugo Cossi; dott Wanda Strauven ; Prof. Mariapia Comand; Prof. Francesco Pitassio; dott. Denis Lotti ; Prof. Cosetta Gonzo Saba ; Prof. Laura Casella ; dott Lucia Pavan ; dott. Reto Kromer y dott Lisa Parolo.                                                                                               |
| Italia       | Universidad de Roma III                  | "Las teorías y prácticas postcoloniales del cine y los medios"; "Modos de producción y estilo en cine y televisión"; "Medios digitales: TV, video, internet"; "Análisis de la interpretación musical"; "Interpretación y análisis de películas"; "Comunicacion artistica"; "Historia de la crítica y teoría del cine"; "Historia y teorías del arte contemporáneo"; "Teorías de la intermediación" y "El actor entre teatro y cine en la cultura soviética (1920-30)". | Luca Aversano ; Lucilla Albano ; Anna Lisa Tota ; Stefano Chiodi ; Marco Maria Gazzano ; Veronica Pravadelli ; Raimondo Guarino ; Enrico Menduni; Stefania Parigi; Vito Zagarrio; Giovanni Guanti; Enrico Carocci; Leonardo De Franceschi; Marta Perrotta. |
| Italia       | Universidad Católica del Sagrado Corazón | "Historia, Economía, Estética, Sociología del cine"; "Cultura visual y antropología de las imágenes" y "Festivales de cine". | Prof. Ruggero Eugeni; Prof. Mariagrazia Fanchi y Prof. Luca Mosso. |
| España       | Universidad Pompeu Fabra                 | "Los motivos visuales en el cine" ; "Patrimonio, archivos y historia del cine"; "Sociología, economía y tecnología del cine y del audiovisual"; "Cine y Televisión: nuevos imaginarios y fronteras de la ficción"; "Imaginarios del cine de Hollywood"; "Cultura visual y antropología de las imágenes" y « Prácticas contemporáneas de la imagen". | Xavier Pérez ; Dr. Santiago Fillol Dr. Lluís Codina Dr. Ivan Pintor Dra. Núria Bou Dr. Carles Guerra Dr. Jordi Balló; Dra. Glòria Salvadó; Dr. Carlos Losilla y Dr. Manuel Garín |
| Alemania     | Universidad Johann Wolfgang Goethe       | "Estudios queer y de género"; "Cine Europeo de posguerra"; "Película de vanguardia americana"; "Películas industriales y deportivas", "estudios de producción", "epistemología histórica", "estudios de ciencia y tecnología e historia de la tecnología de los medios". | Dr. Marc Siegel y Dr. des. Florian Hoof |
| Alemania     | Universidad Ruhr de Bochum               | "Historia, teoría y estética del arte y el cine"; "Patrimonio cultural, archivo e historia del cine"; "Sociología, economía y tecnología del cine y medios audiovisuales"; "¿Mundos artificiales? Una historia del conocimiento de la virtualidad"; "Teorías de la serie"; "Teorías del cine documental" y "Melodrama: la música y el deseo queer." | Prof. Dr. Oliver Fahle; Prof. Dr. Astrid Deuber-Mankowsky; Prof. Dr. Stefan Rieger; Prof. Dr. Simon Rothöhler; Prof Dr. Eva Warth; Prof. Dr. Richard Dyer y Prof. Dr. Oliver Fahle. |
| Bélgica      | Universidad de Lieja                     | "Cine americano clásico y contemporáneo"; "el video documental"; "cine de animación"; "cine experimental » ; "Cine, fotografía y artes audiovisuales en Bélgica" y "La estética de la profundidad, el relieve y el cine en 3D". | Geneviève Van Cauwenberge; Marc-E. Mélon; Philippe Dubois; Dick Tomasovic; Livio Belloï; Jeremy Hamers y Jonathan Thonon. |
| Reino Unido  | Birkbeck College                         | "Curaduría de películas"; "Cine y televisión británicos 1960-1985"; "Festivales de cine" y "Memoria Transcultural" | Dr Mike Allen, Prof. Ian Christie, Dr Janet McCabe, Prof. Laura Mulvey, Dr Dorota Ostrowska, Dr Michael Temple, Dr Emma Sandon. |

### En Norteamérica
| País   | Universidad             | Especialización    | Facultad                                                       |
| ------ | ----------------------- | ------------------ | -------------------------------------------------------------- |
| Canadá | Universidad de Montreal | Cine y Videojuegos | Dr. Sébastien Lévesque, André Gaudreault y Catherine Flintoff. |

### En Sudamérica
| País   | Universidad                               | Especialización                                                   | Facultad |
| ------ | ----------------------------------------- | ----------------------------------------------------------------- | --- |
| Brasil | Universidad Federal de Juiz de Fora, UFJF | "Arte, Moda: Historia y Cultura" o "Estudios Interartes y Música" | Dr Alessandra Brum ; Dr. Felipe de Castro Muanis; Prof. Dr. Luís Rocha Melo; Prof. Dr. Sérgio José Puccini; Dr Maria Bonadio; Dr. Patrícia Moreno y Dr. Christian Pelegrini. |

## Egresados notables
- Dr. Claudia Gutiérrez (2013-2015: Francia: Universidad Lille III;  Alemania: Universidad Ruhr de Bochum) y  Canadá: Universidad de Montreal).[5]